# Oluf de Fine Skibsted
Oluf Vilhelm de Fine Skibsted (23. juli 1814 i København – 19. november 1891 sammesteds) var en dansk søofficer, far til C.F. de Fine Skibsted.
Hans forældre var kontorchef i Rentekammeret, etatsråd Arnold de Fine Skibsted (1785-1851) og Agathe Johanne Lovise Charlotte Haxthausen (1787-1846). Skibsted blev kadet 1828, sekondløjtnant med Gerners Medalje og Kongens Æressabel 1833, premierløjtnant 1841 og kaptajnløjtnant 1851. Som løjtnant var han bl.a. med briggen Allart i Vestindien 1835-37, i koffardifart til Vestindien 1838, med korvetten Galathea til Middelhavet 1839 og med linjeskibet Christian VIII 1841. Samme år blev han, der især studerede matematik og artilleri, ansat som lærer ved Søkadetakademiet i matematik og var i de følgende år udkommanderet med kadetskibet, korvetten Flora. 1847 blev han inspektionsofficer ved Søartilleriet og auskultant ved Konstruktions- og Regleringskommissionen. 1851 sendtes Skibsted på en længere rejse for at studere søartilleri i Sverige, Tyskland, Frankrig og England og blev ved sin hjemkomst året efter undertøjmester og lærer ved Søkadetakademiet i artilleri. 1854 blev han konstitueret og året efter udnævnt til tøjmester og chef for Artillerikorpset og 1858 direktør for Søartilleriet med rang af orlogskaptajn.
Som tøjmester spillede Skibsted en væsentlig rolle, idet han indførte betjeningsreglementer for de forskellige skibes artilleri, hvorfor han har krav på en del af æren for den gode skydning, der blev præsteret af de danske skibe under den 2. Slesvigske Krig i 1864. Ligeledes var han ansvarlig for oprettelsen af Marinens Musikkorps. Under hans tid som tøjmester skete overgangen fra glatløbede til riflede kanoner, og de første forsøg med bagladeskyts blev gennemført. Det var imod Skibsteds ønske, at der 1861 på Amager blev afholdt en prøveskydning med en Whitworth-kanon, hvorved kaptajnløjtnant Charles Carlsen og en mand mistede livet og flere andre blev sårede. Skibsted afgik 1868 med kommandør-rang, da embedet som direktør for søartilleriet blev nedlagt, men han fortsatte som lærer i artilleri for kadetterne til 1873. Skibsted blev Ridder af Dannebrog 1850, Dannebrogsmand 1862 og ved sin afgang Kommandør af 2. grad 1868.
Han blev gift 6. maj 1843 i Holmens Kirke med Antonia Augusta Schønheyder (8. maj 1816 i København – 23. oktober 1885 sammesteds), datter af kaptajn, senere admiral Ulrich Schønheyder og hustru. Han er begravet på Holmens Kirkegård.